# Marviol

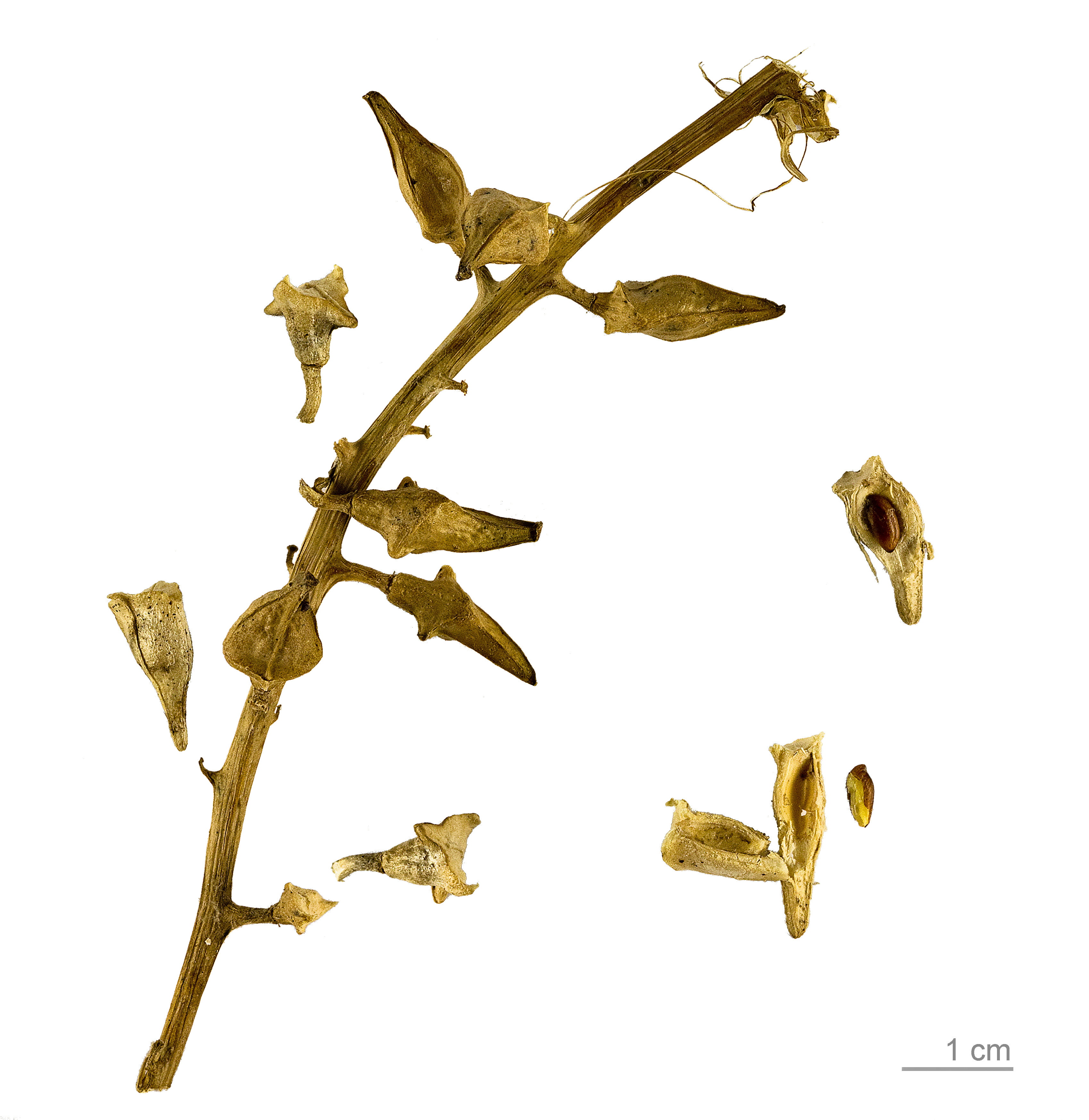
Cakile maritima

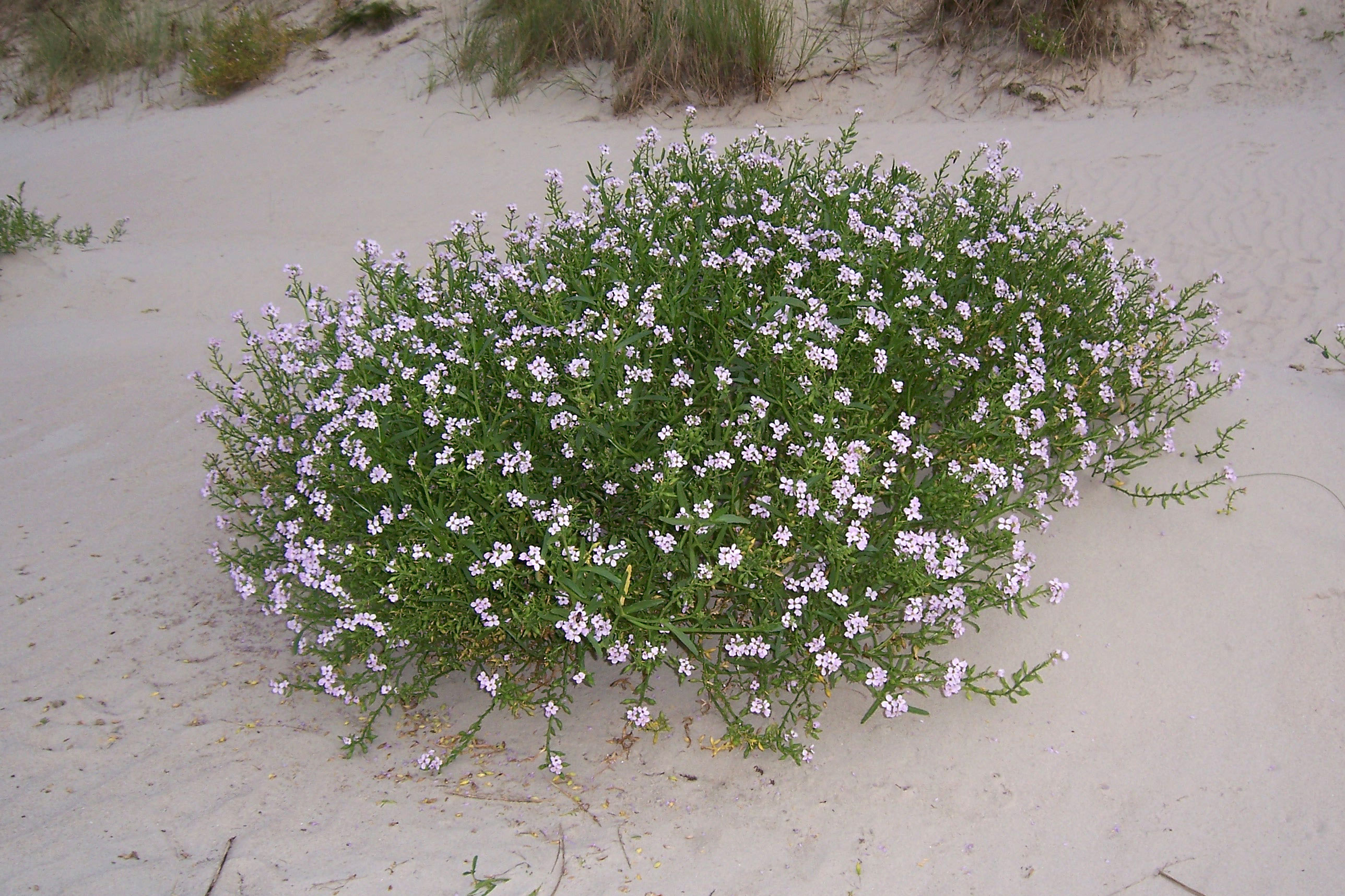
Habitus

Marviol (Cakile maritima) är en ört med blekt rödlila blommor. 
Marviol är en strandväxt som är vanlig längs havskusterna i södra Sverige, men som kan förekomma ända upp till Västerbotten.
Den växer både på sandstränder och stenstränder.
Marviol tillhör den stora familjen korsblommiga växter, där välkända växter som raps och kålrot ingår. 
Det finns tre underarter som förekommer i Sverige:
- atlantisk marviol (ssp. maritima)
- dynmarviol (ssp. integrifolia)
- baltisk marviol (ssp. baltica)

De två förstnämnda arterna förekommer mest på Västkusten, medan baltisk marviol dominerar vid Östersjökusten.
Arten når en höjd av 15 till 30 cm och den blommar mellan juli och oktober. Den har fyra kronblad som är 6 till 10 mm långa och rosa, vita eller violetta. Frukterna når en längd av 10 till 20 mm. Marviol var en av de första växter som etablerade sig på ön Surtsey intill Island. Marken kan bestå av sand och grus. Växten förekommer ofta i grupper.